# Saint-Antonin-Noble-Val
Saint-Antonin-Noble-Val là một xã của tỉnh Tarn-et-Garonne, thuộc vùng Occitanie, tây nam nước Pháp.